# 島嶼袋蛛
島嶼袋蛛（学名：Clubiona insulana）为袋蛛科袋蛛屬下的一个种。